# Себистон (Дангаринский район)
Себистон (тадж. Себистон; до 2021 года — Ходжашакикии Балхи) — село в Дангаринском районе Хатлонской области Республики Таджикистан. Административный центр джамоата (сельской общины) Себистон Дангаринского района.
Находится на расстоянии 18 км от райцентра (пгт. Дангара).
Население — 6581 чел. (2017).